# Laudakia sacra
Laudakia sacra är en ödleart som beskrevs av  Smith 1935. Laudakia sacra ingår i släktet Laudakia och familjen agamer. Inga underarter finns listade i Catalogue of Life.